# Myxexoristops bonsdorffi
Myxexoristops bonsdorffi là một loài ruồi trong họ Tachinidae.